# Kathimeriní
Kathimeriní (grec: Η Καθημερινή, que significa El Diari) és un diari publicat a Atenes. La seva primera edició es va imprimir el 15 de setembre de 1919. Es publica en grec, així com en una edició abreujada en anglès. És considerat com un diari d'alta qualitat, i és tradicionalment percebut com una insígnia dels mitjans conservadors. Manté un disseny tradicional.
Va ser creat per Georgios Vlahos i fou propietat de la seva filla, Eleni Vlahou, i el seu marit, el comandant del submarí retirat Constantí Loundras. Vlahou, membre de l'alta societat d'Atenes des de la seva joventut, va arribar a ser considerada la gran dama del periodisme grec. Ella va vendre el diari poc abans de morir. Kathimerini ha estat propietat d'Aristidis Alafouzos des de 1988.